# Indy Grand Prix of Alabama 2012
L'Indy Grand Prix of Alabama 2012 è la seconda tappa della stagione 2012 della Indy Racing League. Si è disputato il 1º aprile 2012 sul Barber Motorsports Park di Birmingham e ha visto la vittoria di Will Power.

## Gara
| Pos | #  | Pilota              | Team                           | Motore    | Giri | Tempo/Ritirato     | Griglia | Giri in testa | Punti |
| --- | -- | ------------------- | ------------------------------ | --------- | ---- | ------------------ | ------- | ------------- | ----- |
| 1   | 12 | Will Power          | Team Penske                    | Chevrolet | 90   | 2:01:40.1127       | 9       | 22            | 50    |
| 2   | 9  | Scott Dixon         | Chip Ganassi Racing            | Honda     | 90   | + 3.3709           | 3       | 38            | 42    |
| 3   | 3  | Hélio Castroneves   | Team Penske                    | Chevrolet | 90   | + 19.1150          | 1       | 28            | 36    |
| 4   | 38 | Graham Rahal        | Chip Ganassi Racing            | Honda     | 90   | + 19.3395          | 8       | 1             | 32    |
| 5   | 77 | Simon Pagenaud (R)  | Schmidt Hamilton Motorsports   | Honda     | 90   | + 20.1050          | 10      | 0             | 30    |
| 6   | 27 | James Hinchcliffe   | Andretti Autosport             | Chevrolet | 90   | + 23.3093          | 2       | 1             | 28    |
| 7   | 14 | Mike Conway         | A. J. Foyt Enterprises         | Honda     | 90   | + 24.5552          | 4       | 0             | 26    |
| 8   | 8  | Rubens Barrichello  | KV Racing Technology           | Chevrolet | 90   | + 25.4023          | 14      | 0             | 24    |
| 9   | 7  | Sébastien Bourdais  | Dragon Racing                  | Lotus     | 90   | + 27.1815          | 17      | 0             | 22    |
| 10  | 10 | Dario Franchitti    | Chip Ganassi Racing            | Honda     | 90   | + 32.7377          | 18      | 0             | 20    |
| 11  | 26 | Marco Andretti      | Andretti Autosport             | Chevrolet | 90   | + 33.5038          | 13      | 0             | 19    |
| 12  | 28 | Ryan Hunter-Reay    | Andretti Autosport             | Chevrolet | 90   | +35.8730           | 11      | 0             | 18    |
| 13  | 22 | Oriol Servià        | Dreyer & Reinbold Racing       | Lotus     | 90   | + 37.8944          | 26      | 0             | 17    |
| 14  | 2  | Ryan Briscoe        | Team Penske                    | Chevrolet | 90   | + 41.6742          | 12      | 0             | 16    |
| 15  | 4  | J.R. Hildebrand     | Panther Racing                 | Chevrolet | 90   | + 44.5059          | 5       | 0             | 15    |
| 16  | 19 | James Jakes         | Dale Coyne Racing              | Honda     | 90   | + 54.5343          | 20      | 0             | 14    |
| 17  | 67 | Josef Newgarden (R) | Sarah Fisher Hartman Racing    | Honda     | 90   | + 1:00.6182        | 15      | 0             | 13    |
| 18  | 5  | E.J. Viso           | KV Racing Technology           | Chevrolet | 89   | + 1 giro           | 7       | 0             | 12    |
| 19  | 18 | Justin Wilson       | Dale Coyne Racing              | Honda     | 89   | + 1 giro           | 19      | 0             | 12    |
| 20  | 78 | Simona de Silvestro | HVM Racing                     | Lotus     | 89   | + 1 giro           | 21      | 0             | 12    |
| 21  | 11 | Tony Kanaan         | KV Racing Technology           | Chevrolet | 89   | + 1 giro           | 6       | 0             | 12    |
| 22  | 20 | Ed Carpenter        | Ed Carpenter Racing            | Chevrolet | 88   | + 2 giri           | 23      | 0             | 12    |
| 23  | 6  | Katherine Legge (R) | Dragon Racing                  | Lotus     | 85   | + 5 giri           | 24      | 0             | 12    |
| 24  | 15 | Takuma Satō         | Rahal Letterman Lanigan Racing | Honda     | 52   | Problema meccanico | 16      | 0             | 12    |
| 25  | 83 | Charlie Kimball     | Chip Ganassi Racing            | Honda     | 45   | Problema meccanico | 22      | 0             | 10    |
| 26  | 98 | Alex Tagliani       | Team Barracuda – BHA           | Lotus     | 0    | Problema meccanico | 25      | 0             | 10    |